# Форматив
Формати́в — часть слова, выделяемая в нём как остаток при членении на морфемы (части, обладающие значением) и не наделённая собственным значением.

## Функции формативов
Форматив может служить:
- для соединения морфем в слове (к примеру, соединительный гласный в сложных словах русского языка: вод-о-воз);
- для образования основ с правильной морфонологической структурой (рус. шоссе-й-ный, чили-й-ский, где к заимствованным основам, оканчивающимся на гласный переднего ряда, присоединяется формант -й);
- для получения допустимой в данном языке фонологической структуры слова (так, в австралийском языке питьянтьятьяра к основам, оканчивающимся на согласный, добавляется формант -ра, поскольку в данном языке невозможны слова с исходом на согласный).

## Другие значения термина
Термин «форматив» иногда употребляется в значении 'аффикс' или 'последовательность нескольких аффиксов'. Также под формативом может пониматься грамматический аффикс (в частности, флексия) или выступающее в исключительно грамматической функции служебное слово.
В искусственном языке ифкуиль форматив является одной из двух грамматических категорий, реализующующая себе и как имя, и как глагол, противопоставляясь в грамматике ифкуиля определителям.